# Bitwa pod Sudomierzem
Bitwa pod Sudomierzem (cz. Bitva u Sudoměře) – starcie zbrojne, które miało miejsce 25 marca 1420 roku w południowych Czechach w okresie wojen husyckich.
Powstańcze wojska husyckie dowodzone przez Jana Žižkę zajęły umocnione pozycje pod wsią Sudomierz (czes. Sudoměř). Jedno ich skrzydło zabezpieczał staw, a drugie chronione było rzędem wozów. Wojska Czechów stojących po stronie Zygmunta Luksemburczyka, złożone z 2000-2500 jazdy, nie były w stanie skutecznie atakować konno tej pozycji. Po ich spieszeniu przeprowadzono szereg ataków na wozy husyckie. Nieudane szturmy przyniosły poważne straty obu stronom (husyci w obronie stracili 3 wozy zniszczone w trakcie walk), choć po stronie atakujących były one naturalnie większe. Ostatecznie zwolennicy Luksemburczyka zmuszeni zostali do odwrotu.
Sukces husytów był zaskakujący, uwzględniając fakt, że osłonięta przez 12 wozów piechota husycka w sile 400 żołnierzy zdołała obronić się przed kilkakrotnie liczniejszym przeciwnikiem. Choć przy równowadze liczebnej jazda rycerska w polu zawsze wówczas pokonywała piechotę – tym razem Žižka dzięki zastosowaniu taktyki taborowej odniósł zwycięstwo nad kawalerią przeciwnika mimo jej znacznej przewagi militarnej.